# Cardamine torrentis
Cardamine torrentis är en korsblommig växtart som beskrevs av Takenoshin Nakai. Cardamine torrentis ingår i släktet bräsmor, och familjen korsblommiga växter. Inga underarter finns listade i Catalogue of Life.